# إتش إم إتش إس أندوفري كاسيل
إتش إم إتش إس أندوفري كاسيل (بالإنجليزية: HMHS Llandovery Castle) هي سفينة كانت تابعة للبحرية الإمبراطورية الألمانية، صُنعت في ميناء غلاسكو.

## معرض صور

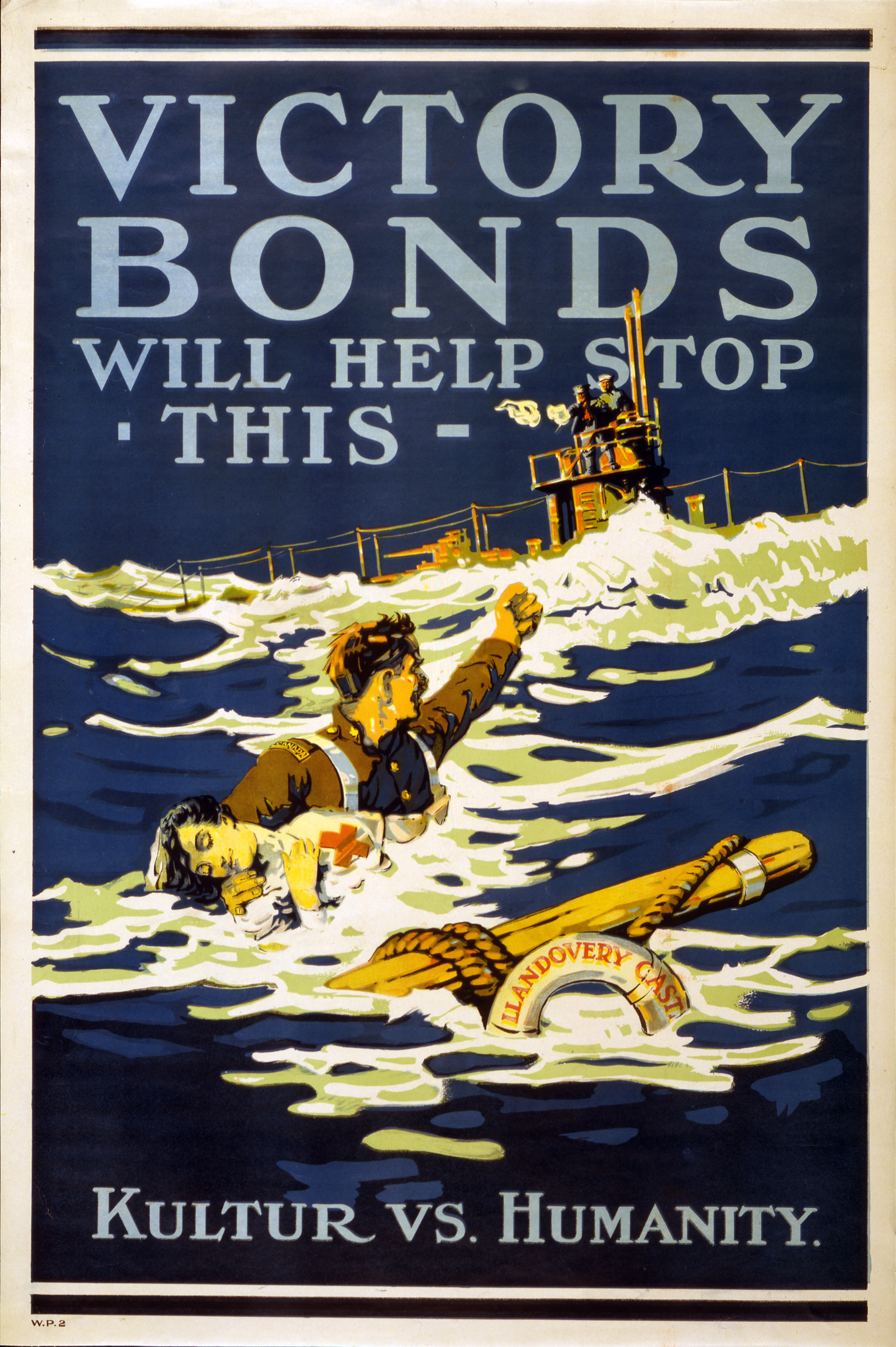
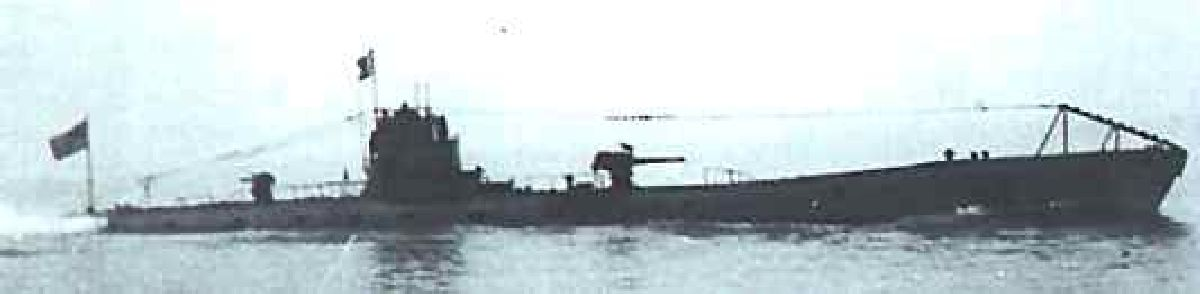
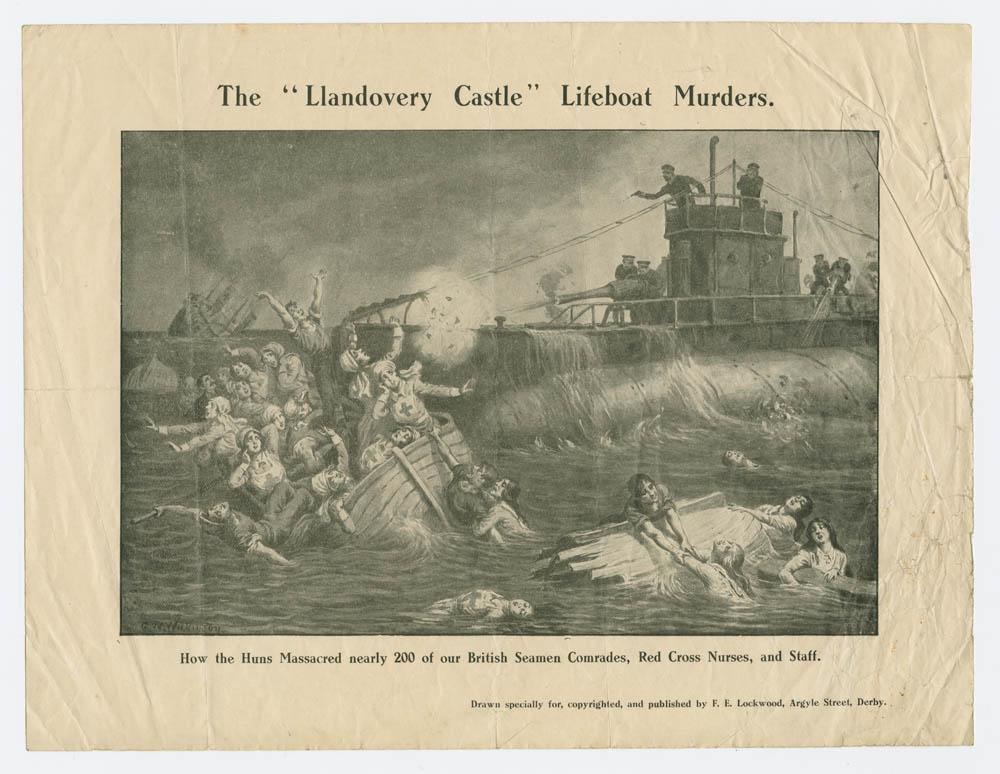
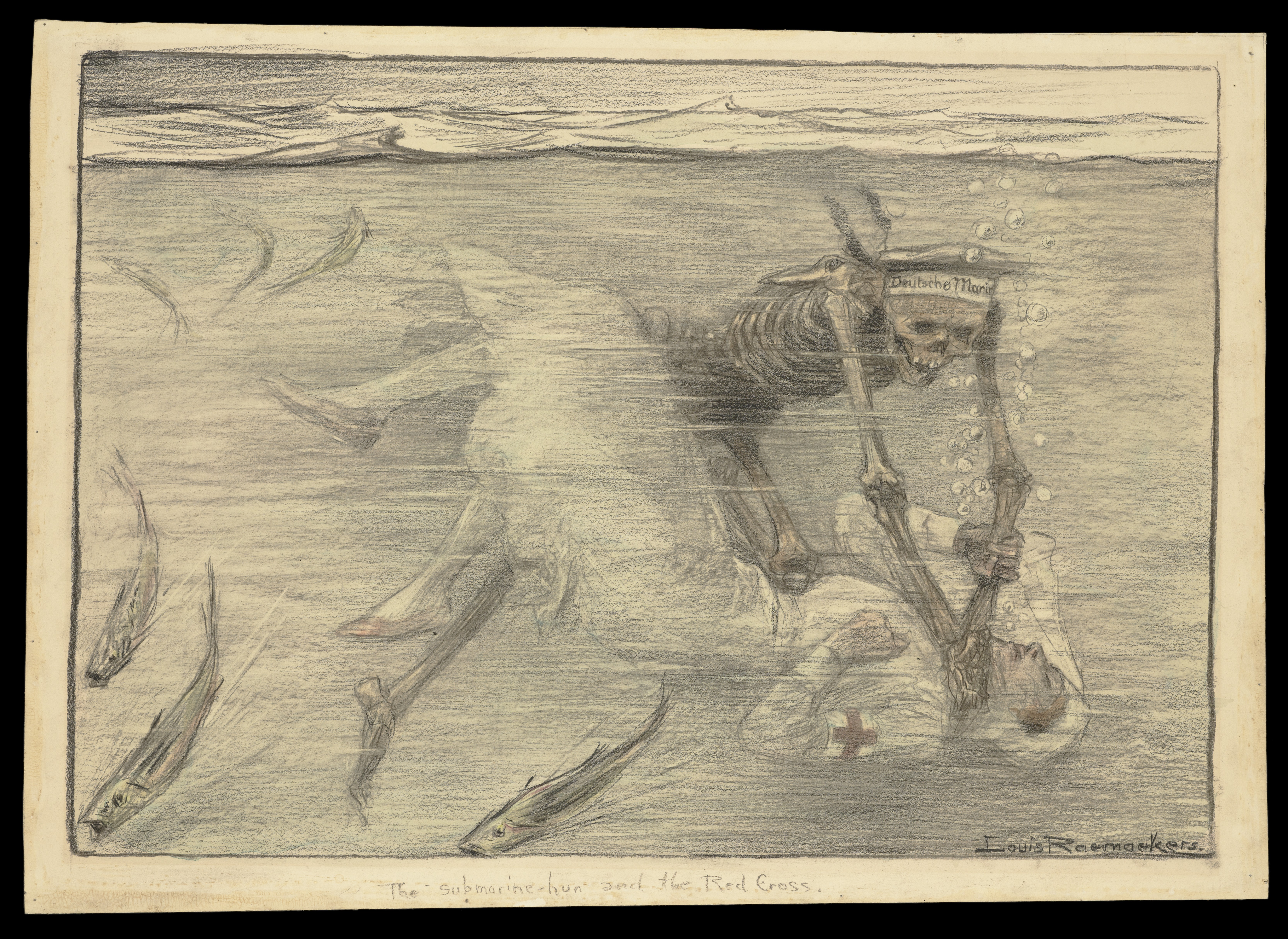